# Álvaro Negredo
Álvaro Negredo Sánchez (Madrid, 1985. augusztus 20.) spanyol válogatott labdarúgó.

## Karrierje
Negredo karrierjét a Rayo Vallecano B csapatában kezdte, a harmadosztályban. Ugyanebben a szezonban bemutatkozhatott a Rayo első csapatában is.
Egy év után a Real Madrid CF tartalékcsapatához, a Castillához igazolt. Első évében 25 mérkőzésen szerepelt, ezeken négy gólt szerzett, még a másodosztályban. A Castilla a szezon végén nem tudta elkerülni a kiesést. A következő idényben már állandó kezdő volt, az évad során negyven mérkőzésen jutott szóhoz, amelyen 18 gólt szerzett.
2007 nyarán az újonc UD Almeríához került, visszavásárlási opcióval. Első mérkőzése az Deportivo elleni 3–0-s meglepetés-győzelem volt. Később előző csapata, a Real ellen megszerezte első gólját is, tizenegyesből. Áprilisban két gólt is szerzett az UEFA-kupa, valamint a spanyolkupa-címvédő Sevilla FC ellen, úgy, hogy előtte egy tizenegyest is kihagyott. A szezon végén 13 góllal zárt, ezzel házi gólkirály lett.
A következő évet ismét az Almeríánál töltötte. Az első hat fordulóban ötször is betalált, tíz gól fölé pedig a Valencia CF elleni 3–2-es vereség alkalmával jutott. Bár neki sikeresebb szezonja volt, mint az előző, ugyanis 19 góllal zárt, a csapat valamivel gyengébben szerepelt, mint egy évvel korábban.
2009 nyarán a Real kihasználta a visszavásárlási opcióját, és öt millió euróért visszavásárolta Negredót. A felkészülési mérkőzéseken nem játszott sokat, így úgy döntöttek, hogy ismét eladják. Bár szóba hozták a Zaragozával és az angol Hull-ll is, a játékos végül a Sevillát választotta, amellyel négyéves szerződést kötött. A Realnak ismét lehetősége van visszavásárolni őt az első két évben.
2018. szeptember 19-én két évre szóló megállapodást kötött a szaúdi al-Naszr csapatával. 2020 júliusában egyéves szerződést kötött a Cádiz csapatával. 2024. február 8-án a Real Valladolid csapatába igazolt, majd a szezon végén innen is vonult vissza.

## Karrierje statisztikái
2009. április 28. szerint.
| Teljesítmény klubjában | Teljesítmény klubjában | Teljesítmény klubjában | Bajnokság | Bajnokság | Kupa         | Kupa         | Nemzetközi | Nemzetközi | Összesen | Összesen |
| Szezon                 | Klub                   | Bajnokság              | Mérk.     | Gól       | Mérk.        | Gól          | Mérk.      | Gól        | Mérk.    | Gól      |
| Spanyolország          | Spanyolország          | Spanyolország          | Bajnokság | Bajnokság | Copa del Rey | Copa del Rey | Európa     | Európa     | Összesen | Összesen |
| ---------------------- | ---------------------- | ---------------------- | --------- | --------- | ------------ | ------------ | ---------- | ---------- | -------- | -------- |
| 2004-05                | Rayo Vallecano         | Segunda División B     | 12        | 1         | -            | -            | -          | -          | 12       | 1        |
| 2005-06                | Real Madrid Castilla   | Segunda División       | 25        | 4         | -            | -            | -          | -          | 25       | 4        |
| 2006-07                | Real Madrid Castilla   | Segunda División       | 40        | 18        | -            | -            | -          | -          | 40       | 18       |
| 2007-08                | UD Almería             | La Liga                | 36        | 13        | 2            | 0            | -          | -          | 38       | 13       |
| 2008-09                | UD Almería             | La Liga                | 34        | 19        | 1            | 0            | -          | -          | 35       | 19       |
| Karrierje összesen     | Karrierje összesen     | Karrierje összesen     | 147       | 55        | 3            | 0            | -          | -          | 150      | 55       |

## Magánélet
Testvére, César szintén labdarúgó, jelenleg a CD Alcoyano játékosa.